# Хованаванк
Вижте пояснителната страница за други значения на Хованаванк.
Хованаванк (на арменски: Հովհաննավանք) е арменски монашески комплекс в село Оханаван, област Арагацотн, Армения. Намира се от дясната страна на дефилето на река Касах, на високо и живописно място. Манастирът е посветен на Хованес (Йоан) Кръстител. От исторически времена манастирът е част от Медз Хайк (Велика Армения) в провинция Арагацотн.
Построен е през IV – XIII век. Традицията обаче приписва основаването му на Григор Просветител (III – IV век). В началото манастирът се наричал „Сюхи“, на името на игумен, който се казвал Сюги или Сови. Хората го наричали „Ханаванк“. Според свидетелство, оставено от Аракел Таврижеци (XVII век) „Хованаванк“ е кръстен на игумена Ован. Той бил заместник на Хазар Парпеци – водачът на манастира, който го е назначил за игумен. Античната структура на манастира е от V век и представлява еднокорабна базилика, чийто дървен покрив е заменен с каменен сводест покрив през VI век. Манастирът е полуразрушен до XIII век, но през 1216 – 1221 г. по заповед на принц Ваче Вачудян основният храм отново е построен, а преддверието е добавено от сина му, Курт, през 1250 г. От VI век Хованаванк се споменава като училище и с допълнителни сгради. Наоколо има гробове. 
В различни периоди от съществуването си Хованаванк има обширни обработваеми земи, градини, пасища, маслинови полета, мелници и села. По стените на сградите има много литографски надписи на арменски от XIII – XVIII век, които се отнасят за строежите, ремонтите и даренията на манастира. Хованаванк е виден център на арменската писменост и в миналото е имал богата библиотека. Част от написаните тук ръкописи са запазени. 
През XVII век тук живee и пиte историкът дякон Закаряия Канакерци, който е написал историята на манастира. Хованаванк престава да функционира в началото на 19 век.

## Наименование
Манастирът се споменава в различните исторически извори с различни имена: „Св. Гарабед от Амадуня“, „Анаванк“, „Св. Йохан“, „Ханаванк“, „Хаванаванк“, „Хованаванк“, манастирът на Ховхан, пустинята на Ховхан, „Св. Хованес“, „Св. Хованну Гарабед“, „Ховханну“, „Сюхи“, „Сови“, „Сухи“, „Оханаванк“ и др.

## Духовно-културен център
Най-старата сграда на манастира е църквата – базиликата „Свети Гарабед“. Тя е построена през IV век от Григорий Просветител. Дървеният покрив на тази църква е сменен с каменен през 554 г. и основно ремонтиран през 1652 – 1734 г.
Строителството на Вачудяните
Ваче I Вачудян, главнокомандващият на Арарат, със съдействието на съпругата си Мамахатун, дъщеря на Хасан, е построил централният купол на църквата "Хованаванк" през 1216-1221 г. С построяването на тази сграда  Ваче I подчертава своята етническа вярност към традицията на Григорий Просветител. Гореспоменатото строителство се издига с цялото си великолепие вертикално над дефилето на река Касах. Източната стена на църквата изглежда като продължение на долината. С поглед отгоре се забелязва, че църквата е с форма на кръст отвътре и е получила този вид благодарение на двуетажните сводове, разположени в четирите ъгъла на сградата. Входът към складовите помещения на първия етаж е от източната страна, а входовете към горния етаж водят от централния олтар. 
Западната стена на църквата, заедно с купола е разрушена от земетресението през 1918 г. Въз основа на описанието на разказвача дякон Закария и детайлите, запазени на мястото, е определен първоначалният вид на купола. Барабанът имаше 12 ниши нависоко, като църквата "Гадзазар". През 80-те и 90-те години на ХХ век куполът и върхът са реставрирани. Църквата се свързва с църквата базилика от IV век чрез северната врата, а от западната страна има притвор, чрез който се свързва с преддверието. Църквата е покрита отвътре и отвън с богати и великолепни барелефи. Въпреки това, украсата на верандата и верандата е по-видна. Отстрани около вратата, в средата на двете полуцилиндрични колони, осемлъчеви звезди и пейзажи, които са издълбани с голямо майсторство, а корабът е украсен с висока скулптура на притчата за „Мъдри и глупави девици “ (Матей 25. 1-13). 
Курт I Вачудян започва през 1240 г. със съдействието на съпругата си Хоришах изграждането на преддверието, чието строителство е завършено през 1250 г. То заемало цялата западна фасада на църквата и част от западната стена на църквата базилика от 4 век, заедно с входа. Преддверието на "Хованаванк" принадлежи към типа преддверия с четиридесет колони, популярни през 13 век и представлява просторна зала. Четирите мощни колони са свързани със стенните колони, а помежду си с арки, благодарение на които целият таван е разделен на девет междусводови секции. Централната част между четирите колони е увенчана с ротонда /най-голямата сред подобни структури в Армения/. Другите части на покрива отвътре са покрити със скъпоценности, а централната част в източната страна е покрита със скъпоценни камъни. Притворът е богато украсен.  В началото на преддверието има голям и широк прозорец, разделен на две части от средната колона, която е свързана с полукръгъл връх в рамка, покрита със скулптури от ахат. Западната стена на преддверието от двете страни е покрита отвън с три декоративни арки: четири полета вляво от входа, три полета вдясно от входа. Шест от колоните са кръгли, шест са многоъгълни.
Тази архитектурна форма може да се срещне след около век в триумфалната арка на църквата "Гарпи", "Йехвард Нораванк" в Пуртелашен, църковните гробници и камбанария на "Капутан". Във вътрешността на преддверието , близо до западните стени на базиликата и католическата църква, има хачкари, монтирани на високи пиедестали или вградени в стените. Църквата и преддверието, построени от Ваче I и неговия син Курд I, основателят на Вачудянското княжество, са сред най-привлекателните структури в историята на 13 век със своите архитектурни характеристики и решения. Говорейки за строителните дейности на арменските правителствени сгради, старейшината Карекин I Ховсепянц специално споменава шедьоврите нас арменските архитекти: манастира "Хоханаванк" при управлението на Вачудяните, "Гандзазар" в Хачени, "Нораванк" на Орбеляните, "Тъсехи Парцракаш" на Мамиконяните, "Гехард" на  Хахпагяните... са живи и говорещи свидетели за уникална, енергийна конструкция, която рядко се повтаря в историята. "Хованаванк", със своите стени и голяма сводеста порта, е една от най-мощните крепости на династията Вачудян. На стената има седем кули, които са разположени на разстояние 30-40 метра една от друга. На места стените са запазени с височина 4-5м. Стените са облицовани със здрав варов разтвор и имат дебелина 1,5-2 m. Според свидетелство, написано от дякон Захарий, стената е построена от Ванени /Нана/, вдовицата на крал Абас Гюригян,сестрата на Закаре II и Иване I Закарян, преди 1222 г.
"Хованаванк" е изиграл много важна роля в духовния, образователен и културен живот на Армения през всички времена от нейната история, както и по време на управлението на Вачудян. През 1243 г. с писмено разрешение на католикос Константин I Парцраперци ( 1221-1267 ) е създадена епископската епархия на Амберд с център "Хованаванк". В периода 1245 - 1352 г. архиереи на епархията са били: епископ Мъкртич, представители на Мамигоно-Хамазаспийската династия - епископите Хамазасп и Нерсес, епископ Васил и епископ Апрахам. По-късно, тази епархия се нарича епархия "Хованаванк" и тя има много важна роля в духовния живот в този периода, особено през 1441 г., когато Майчиният престол е преместен от Киликия в Ечмиадзин. Тук функционират различни видове учебни заведения, висококласно училище, където се изучават нотни науки, философия, музика, филология. В "Хованаванк" са работили десетки писари, които са копирали много ръкописи. От тези ръкописи до наши дни са достигнали  около 20 ръкописа, които се съхраняват книгохранилището "Месроб Мащоц" в столицата на Армения, Ереван. Средновековният историк Закария Канакерци (17 век) прекарва целия си живот в "Хованаванк".

## Надписите на манастира "Хованаванк"
Във всички сгради на "Хованаванк" - във вътрешните и външни стени, са гравирани около 100 исторически (особено свързани с принцовете на Вачудян), строителни и дарителски надписи. Те са събрани и публикувани от известния историк, литограф Гарабед Гафадарян.

### Външен изглед на манастира
- Հովհանավանքը 1890-1892 թվականներին, տեսքը հարավ-արևմուտքից
- Վանքը 2011 թվականին, տեսքը հարավ-արևմուտքից
- Վանքի տեսքը հյուսիս-արևմուտքից
- Վանքի տեսքը հյուսիս-արևելքից

|  | Тази страница частично или изцяло представлява превод на страницата Հովհաննավանք в Уикипедия на арменски. Оригиналният текст, както и този превод, са защитени от Лиценза „Криейтив Комънс – Признание – Споделяне на споделеното“, а за съдържание, създадено преди юни 2009 година – от Лиценза за свободна документация на ГНУ. Прегледайте историята на редакциите на оригиналната страница, както и на преводната страница, за да видите списъка на съавторите. ВАЖНО: Този шаблон се отнася единствено до авторските права върху съдържанието на статията. Добавянето му не отменя изискването да се посочват конкретни източници на твърденията, които да бъдат благонадеждни. |